# Bussières (Saône-et-Loire)
Bussières [bysjɛ:ʁ] ist eine französische Gemeinde im Département Saône-et-Loire in der Region Bourgogne-Franche-Comté. Sie gehört zum Arrondissement Mâcon und zum Kanton Hurigny. Der Ort hat 588 Einwohner (Stand 1. Januar 2022), sie werden Bussirons bzw. Bussironnes genannt.

## Geografie
Die Gemeinde liegt rund 10,5 km in westnordwestlicher Richtung von Mâcon im Tal der Petite Grosne. Der Fluss fließt fast in nördlicher Richtung von Serrières nach Bussières, wo er den nördlichsten Punkt des Bogens erreicht und anschließend nach Süden Richtung Prissé weiterfließt.
Auf dem Gemeindegebiet führt die Départementsstraße D45 der Petite Grosne entlang in Ost-West-Richtung durch das Gemeindegebiet. Ein Zubringer zur Expressstraße N79 liegt teilweise noch auf dem östlichen Gemeindegebiet.
Die Gemeinde weist lediglich nördlich von Grand-Bussières und entlang der südlichen Gemeindegrenze einige zusammenhängende Waldflächen auf, darunter zwei Flächen mit Nadelhölzern. Die landwirtschaftliche Nutzfläche besteht vorwiegend aus kleineren Weinbergen, die von rund 25 Weinbauern bewirtschaftet werden.
Zur Gemeinde gehören die folgenden Weiler und Fluren: Baudiers, Bussy, Champs, Chenelières, Cornins, Esserteaux, Fontenailles, Fourneaux, Fromenteaux, Fuschats, Monsard, Montbrison, Moulin-Baudier, Moulin-Cabot, MoulinGaillardot, Murgé, Pelouses, Perron, Pertuis-Saint-Maurice, Pré-du-Pitou, Renoms, Rochette, Vallière.

### Tektonik
Im östlichen Teil der Gemeinde befinden sich in grober Nord-Süd-Richtung langgezogene Hügel, die allgemein nach Westen stark abfallen und nach Osten flacher auslaufen. Bei diesen Hügelketten, die in Bussières die Höhe von 405 Metern erreichen, handelt es sich um die westliche Grabenflanke des Bressegrabens. Dieser findet seinen Höhepunkt im Felsen von Solutré, der rund fünf Kilometer südlich liegt. In Monsard beim nördlichsten Punkt der Gemeinde finden sich Reste eines steinzeitlichen Schutzbaus und die Grotte de Jocelyn. Angeblich hat diese Grotte Alphonse de Lamartine zu seinem Epos inspiriert.
|                        | Jan  | Feb  | Mär  | Apr  | Mai  | Jun  | Jul  | Aug  | Sep  | Okt  | Nov | Dez |   |      |
| Mittl. Temperatur (°C) | 1,7  | 3,0  | 7,2  | 10,1 | 14,0 | 17,5 | 19,6 | 19,0 | 16,2 | 11,0 | 6,1 | 2,6 | ⌀ | 10,7 |
| Mittl. Tagesmax. (°C)  | 4,7  | 6,6  | 12,0 | 15,2 | 19,3 | 22,9 | 25,2 | 24,6 | 21,3 | 15,3 | 9,3 | 5,2 | ⌀ | 15,2 |
| Mittl. Tagesmin. (°C)  | −1,3 | −0,6 | 2,4  | 5,1  | 8,7  | 12,1 | 14,1 | 13,5 | 11,1 | 6,7  | 3,0 | 0,0 | ⌀ | 6,3  |
|                        |      |      |      |      |      |      |      |      |      |      |     |     |   |      |
| Niederschlag (mm)      | 56   | 52   | 54   | 56   | 79   | 82   | 60   | 78   | 78   | 66   | 70  | 59  | Σ | 790  |

| −1,3 |

| −0,6 |

| 2,4 |

| 5,1 |

| 8,7 |

| 12,1 |

| 14,1 |

| 13,5 |

| 11,1 |

| 6,7 |

| 3,0 |

| 0,0 |

| −1,3 |

| −0,6 |

| 2,4 |

| 5,1 |

| 8,7 |

| 12,1 |

| 14,1 |

| 13,5 |

| 11,1 |

| 6,7 |

| 3,0 |

| 0,0 |

### Klima
Das Klima in Bussières ist warm und gemäßigt. Es gibt das ganze Jahr über deutliche Niederschläge, selbst der trockenste Monat weist noch hohe Niederschlagsmengen auf. Die Klassifikation des Klimas nach Köppen und Geiger ist Cfb ((Gemäßigtes) Ozeanklima). Die Temperatur liegt im Jahresdurchschnitt bei 11,6 °C. Der wärmste Monat ist der Juli mit einer Durchschnittstemperatur von 20,6 °C, der kälteste der Januar mit 3,0 °C. Über ein Jahr verteilt summieren sich die Niederschläge auf 1176 mm, dabei ist der November mit 117 mm der niederschlagsreichste, während Februar als trockenster Monat 75 mm aufweist. Über das ganze Jahr werden etwa 2689 Sonnenstunden gezählt.
|                        | Jan | Feb | Mär  | Apr  | Mai  | Jun  | Jul  | Aug  | Sep  | Okt  | Nov  | Dez |   |      |
| Mittl. Temperatur (°C) | 3,0 | 3,5 | 7,1  | 10,7 | 14,6 | 18,7 | 20,6 | 20,2 | 16,5 | 12,5 | 7,0  | 3,8 | ⌀ | 11,6 |
| Mittl. Tagesmax. (°C)  | 5,9 | 7,3 | 11,5 | 15,3 | 19,0 | 23,4 | 25,2 | 25,0 | 20,9 | 16,4 | 10,1 | 6,6 | ⌀ | 15,6 |
| Mittl. Tagesmin. (°C)  | 0,3 | 0,2 | 2,8  | 5,9  | 9,8  | 13,7 | 15,8 | 15,5 | 12,3 | 8,8  | 4,1  | 1,2 | ⌀ | 7,6  |
|                        |     |     |      |      |      |      |      |      |      |      |      |     |   |      |
| Niederschlag (mm)      | 88  | 75  | 76   | 98   | 111  | 97   | 96   | 103  | 107  | 114  | 117  | 94  | Σ | 1176 |

| 0,3 |

| 0,2 |

| 2,8 |

| 5,9 |

| 9,8 |

| 13,7 |

| 15,8 |

| 15,5 |

| 12,3 |

| 8,8 |

| 4,1 |

| 1,2 |

| 0,3 |

| 0,2 |

| 2,8 |

| 5,9 |

| 9,8 |

| 13,7 |

| 15,8 |

| 15,5 |

| 12,3 |

| 8,8 |

| 4,1 |

| 1,2 |

## Toponymie
Die älteste bekannte Erwähnung von Bussière geht zurück auf 928–936, als in den Rodeln von Saint-Vincent in Mâcon erwähnt wird: In pago Matisconense, in agro Laliacense, in villa Busserias… (deutsch: im Gau von Mâcon, im Gebiet des Lalius (oder ähnlich, Personenname), im Dorf Busserias…). Der Ursprung der Ortsbezeichnung dürfte zurückgehen auf das lateinische buxus für Buchsbaum und deutet darauf hin, dass die Gegend einstmals mit Niederwald bedeckt war. Ortsbezeichnungen die auf diese Art von Bewachsung hinweisen, kommen in Frankreich über vierzig Mal vor (Bussière, Bussières usw.). Der Buchsbaum heißt zwar im heutigen Französisch le buis, diese Bezeichnung wurde ursprünglich für alle Arten von Büschen angewandt. Buisson bedeutet allgemein Gesträuch, Gebüsch.

## Geschichte

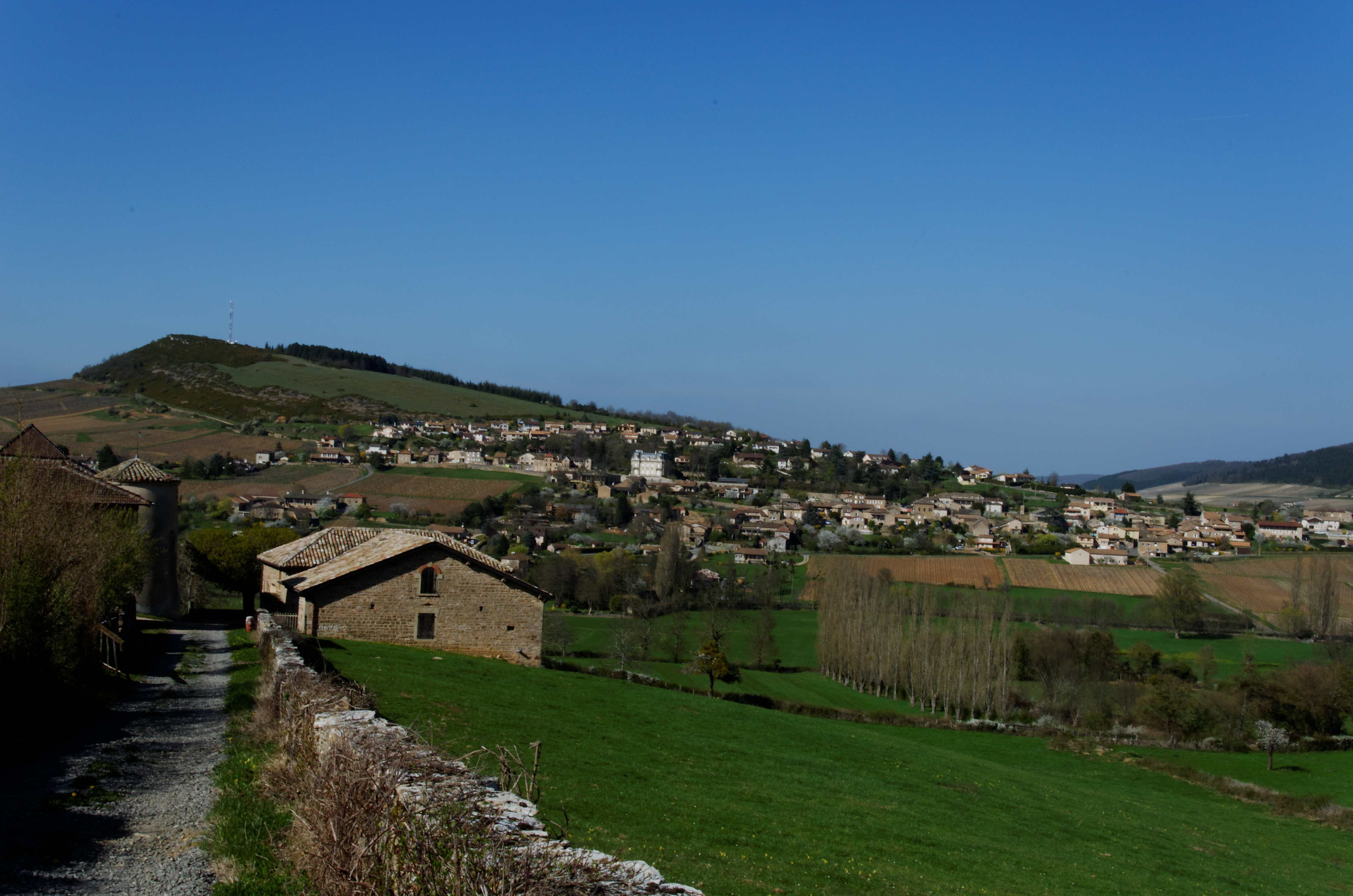
Ortsteil Grand Bussières

Bussières gehörte von alters her zur Grafschaft Mâcon, die vermutlich während der Merowingerzeit entstand und 1239 an den König von Frankreich verkauft wurde. Immerhin scheint sich jedoch eine Familie nach der Ortschaft Bussières benannt zu haben. Die Bibliotheca Cluniacensis erwähnt zwei Begleiter von Damas de Sercy auf dem Vierten Kreuzzug, Pontius de Germoles und Ritter Pontius de Bussières. Die Herrschaft übten die Baillis von Mâcon aus, unter denen vor allem die Söhne der Familie La Guiche hervorzuheben sind.
Im Übrigen sind etliche Reminiszenzen aus der Geschichte von Bussières bekannt:
- 1551–1554 wurden mehrere Einwohner beschuldigt, Ketzer besucht zu haben, die in der Gemeinde predigten und schändliche Worte geäußert zu haben gegen die Heiligen, gegen die Jungfrau Maria und gegen die katholische Kirche.
- 1590 wurden die Einwohner von Bussières dazu verurteilt, auf dem Schloss von Pierreclos in Kriegszeiten und bei drohender Gefahr Wache zu halten, die Falltüren und Leitern instand zu halten und für den weiteren Unterhalt jährlich drei Denier tournois pro Haushalt zu bezahlen.
- 1610 ergeht ein Beschluss des Parlement, wonach die Bewohner von Bussières folgende Steuern zu bezahlen hätten: für Getreide auf dreizehn Garben eine, die vom Feld geholt wurde, für Wein auf 21 Bütten eine, die von jedem Weinberg geholt wurde und für Gemüse und Hanf auf dreißig Handvoll jeweils eine, die im Haus oder beim Speicher abgeholt wurden.
- 1626 wurden Einwohner von Bussières verurteilt, weil sie sich, anlässlich eines Charivari vor der Wiederverheiratung einer Witwe, zusammengerottet und zu den Waffen gegriffen hatten.
- Am 11. April 1684 hält Pfarrer Buchet von Bussières fest, er habe rund 25 Aren Reben in Grand Bussières gepflanzt, und zwar gute Burgunderreben von Berzé-la-Ville. Dafür hätten an zwei Tagen je acht Männer gearbeitet.
- 1723 war jedoch die Weinqualität so schlecht, dass die Preise für die Fässer und die Kosten für die Ernte den Erlös bei Weitem überstiegen.
- 1743 dispensiert der Generalvikar von Mâcon die Ehegatten Jean Beranger und Susanne Bruy nach acht Jahren Ehe. Trotz Blutsverwandtschaft vierten Grades wird die Ehe gutgeheissen und die Kinder als legitim erklärt.
- Am 15. Januar 1789 hält Pfarrer Destre fest, seit sechs Wochen herrsche eine außerordentliche Kälte, man könne nicht mahlen und hätte Handmühlen benutzen müssen, da die Saône gefroren sei. Holz und Weizen seien teuer, es mangle an Mehl. Der Herr Maillet von Berzé la Ville hätte eine seiner Gipsmühlen[7] zur Verfügung gestellt, man hoffe aber doch, dass binnen zweier Tage das Eis auf der Saône gebrochen sei.[8][9]

## Bevölkerung
| Bussières: Einwohnerzahlen von 1793 bis 2021 | Bussières: Einwohnerzahlen von 1793 bis 2021 | Bussières: Einwohnerzahlen von 1793 bis 2021 | Bussières: Einwohnerzahlen von 1793 bis 2021 | Bussières: Einwohnerzahlen von 1793 bis 2021 |
| --- | -------------------------------------------- | -------------------------------------------- | -------------------------------------------- | -------------------------------------------- |
| Jahr |                                              |                                              |                                              | Einwohner                                    |
| 1793 | 1793                                         |                                              | 440                                          | 440                                          |
| 1800 | 1800                                         |                                              | 457                                          | 457                                          |
| 1806 | 1806                                         |                                              | 500                                          | 500                                          |
| 1821 | 1821                                         |                                              | 453                                          | 453                                          |
| 1831 | 1831                                         |                                              | 451                                          | 451                                          |
| 1836 | 1836                                         |                                              | 438                                          | 438                                          |
| 1841 | 1841                                         |                                              | 435                                          | 435                                          |
| 1846 | 1846                                         |                                              | 453                                          | 453                                          |
| 1851 | 1851                                         |                                              | 471                                          | 471                                          |
| 1856 | 1856                                         |                                              | 482                                          | 482                                          |
| 1861 | 1861                                         |                                              | 409                                          | 409                                          |
| 1866 | 1866                                         |                                              | 458                                          | 458                                          |
| 1872 | 1872                                         |                                              | 437                                          | 437                                          |
| 1876 | 1876                                         |                                              | 478                                          | 478                                          |
| 1881 | 1881                                         |                                              | 503                                          | 503                                          |
| 1886 | 1886                                         |                                              | 511                                          | 511                                          |
| 1891 | 1891                                         |                                              | 461                                          | 461                                          |
| 1896 | 1896                                         |                                              | 422                                          | 422                                          |
| 1901 | 1901                                         |                                              | 434                                          | 434                                          |
| 1906 | 1906                                         |                                              | 437                                          | 437                                          |
| 1911 | 1911                                         |                                              | 429                                          | 429                                          |
| 1921 | 1921                                         |                                              | 374                                          | 374                                          |
| 1926 | 1926                                         |                                              | 367                                          | 367                                          |
| 1931 | 1931                                         |                                              | 345                                          | 345                                          |
| 1936 | 1936                                         |                                              | 331                                          | 331                                          |
| 1946 | 1946                                         |                                              | 324                                          | 324                                          |
| 1954 | 1954                                         |                                              | 304                                          | 304                                          |
| 1962 | 1962                                         |                                              | 282                                          | 282                                          |
| 1968 | 1968                                         |                                              | 256                                          | 256                                          |
| 1975 | 1975                                         |                                              | 318                                          | 318                                          |
| 1982 | 1982                                         |                                              | 393                                          | 393                                          |
| 1990 | 1990                                         |                                              | 463                                          | 463                                          |
| 1999 | 1999                                         |                                              | 535                                          | 535                                          |
| 2006 | 2006                                         |                                              | 555                                          | 555                                          |
| 2010 | 2010                                         |                                              | 592                                          | 592                                          |
| 2015 | 2015                                         |                                              | 566                                          | 566                                          |
| 2021 | 2021                                         |                                              | 586                                          | 586                                          |
| Quelle(n): EHESS/Cassini bis 2006, ab 2009 INSEE Anmerkung(en): • Ab 1962 offizielle Zahlen ohne Einwohner mit Zweitwohnsitz • Höchste Einwohnerzahl 2021 mit 586, tiefste Einwohnerzahl 1968 mit 256 (43,6 % vom Maximum) |                                              |                                              |                                              |                                              |

| Bevölkerungsstruktur | Anzahl Einwohner | männlich | weiblich | davon Ausländer | Anteil % |
| -------------------- | ---------------- | -------- | -------- | --------------- | -------- |
|                      | 586              | 304      | 282      | 8               | 1,4      |

| Männer | Alterstufe | Frauen |
| ------ | ---------- | ------ |
| 1      | 90 + älter | 3      |
| 12     | 75–89      | 23     |
| 82     | 60–74      | 63     |
| 76     | 45–59      | 80     |
| 43     | 30–44      | 42     |
| 37     | 15–29      | 31     |
| 54     | 0–14       | 41     |

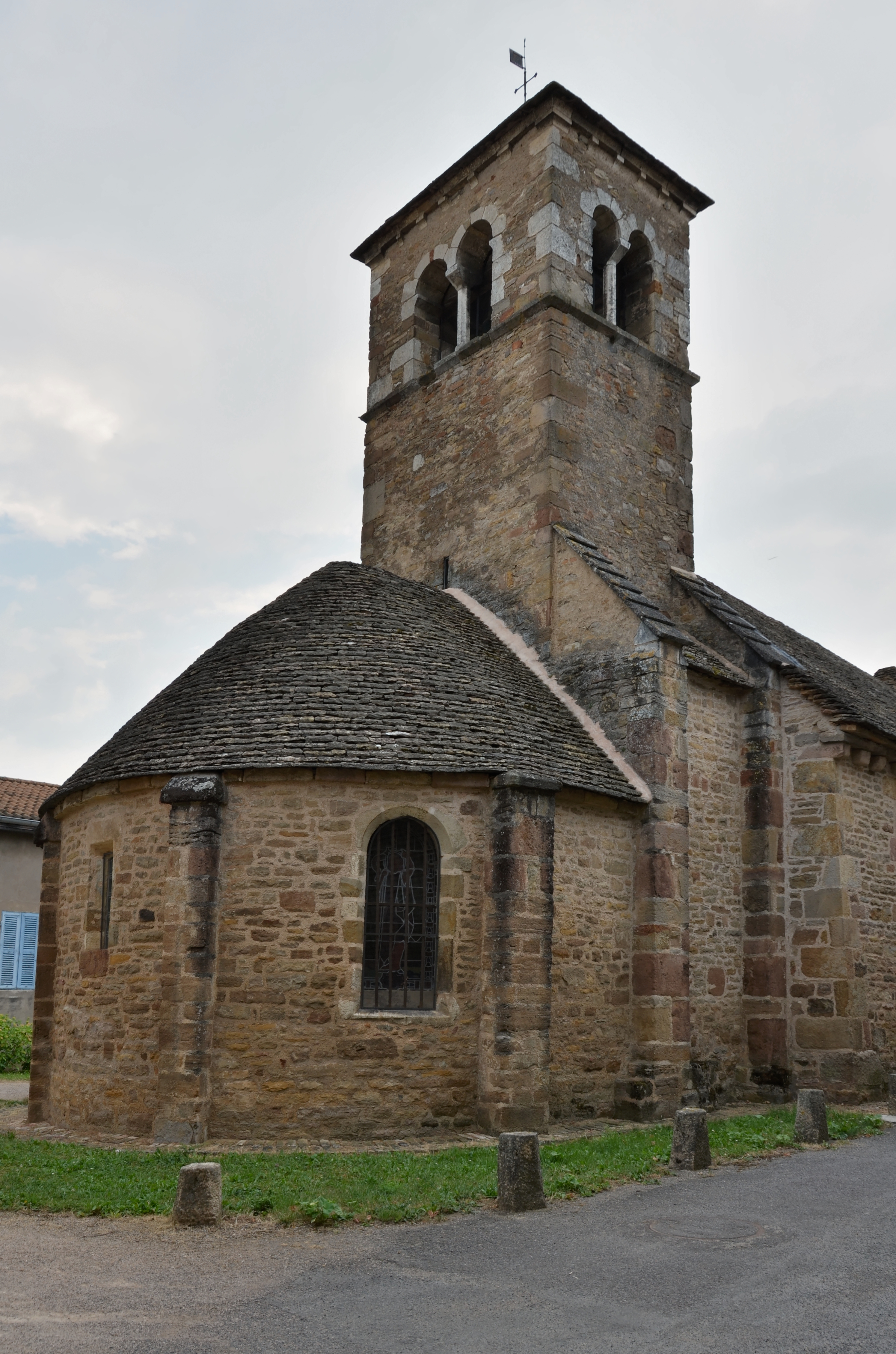
Kirche von Bussières

Die Bevölkerungsstruktur zwischen Männern und Frauen zeigt einen Überhang zugunsten der Männer mit 52 % der Bevölkerung. Dabei sind 42 % der Bevölkerung jünger als 45 Jahre. Die Gruppe der unter 15-Jährigen macht 16 % der Bevölkerung aus. Demgegenüber sind 31 % bereits über 60-Jährige und damit weitgehend im Rentenalter. Die Bautätigkeit in der Gemeinde hat einen Zuwachs an Wohneinheiten von 21 % gebracht. Durch den Zuzug von jungen Familien mit Kindern dürfte zur positiven Bevölkerungsstruktur beigetragen haben.
| Wohnstruktur               | Anzahl Wohneinheiten | davon Häuser | Wohnungen | sonstige |
| -------------------------- | -------------------- | ------------ | --------- | -------- |
|                            | 300                  | 285          | 12        | 3        |
| davon Hauptwohnsitz        | 258                  |              |           |          |
| Zweit- oder Ferienwohnsitz | 15                   |              |           |          |
| vakant                     | 27                   |              |           |          |

## Wirtschaft und Infrastruktur

### Unternehmen, Betriebe, Ladengeschäfte und Einrichtungen
In der Gemeinde befinden sich nebst Mairie und Kirche folgende Unternehmen nach Branchen:
| Branche                                                           | Anzahl Betriebe |
| ----------------------------------------------------------------- | --------------- |
| Industrie und verarbeitendes Gewerbe                              | 1               |
| Baugewerbe                                                        | 5               |
| Groß- und Einzelhandel, Verkehr, Beherbergung und Gastronomie     | 5               |
| Information und Kommunikation                                     | 2               |
| Finanz- und Versicherungsdienstleistungen                         | 4               |
| Grundstücks- und Wohnungswesen                                    | 10              |
| Freiberufliche, wissenschaftliche und technische Dienstleistungen | 7               |
| Öffentliche Verwaltung, Unterricht, Gesundheits- und Sozialwesen  | 4               |
| Sonstige Dienstleistungen                                         | 1               |
| Land- und Forstwirtschaftsbetriebe                                | 14              |

In der Gemeinde befinden sich ein Schuhladen, eine Tierarztpraxis, vier Schreinerei-/Zimmereien, ein Maler/Gipser, ferner ein Tennis- und ein Pétanqueplatz, ein Sportplatz/-halle, ein Mehrzwecksaal und zwei Gîtes. Mit den Gütern des täglichen Bedarfs versorgen sich die Einwohner in Prissé oder in Mâcon.

### Geschützte Produkte in der Gemeinde
Als AOC-Produkte ist in Bussières Mâconnais zugelassen, ferner Bourgogne mousseux, Crémant de Bourgogne blanc, Crémant de Bourgogne rosé, Bourgogne aligoté nouveau, im Weiteren die Spirituosen Marc de Bourgogne und Fine de Bourgogne.

### Bildungseinrichtungen
In der Gemeinde besteht eine école primaire (École maternelle und École èélémentaire), die der Académie de Dijon untersteht und von 43 Kindern besucht wird. Für die Schule gilt der Ferienplan der Zone A.

## Sehenswürdigkeiten
- Château des Essertaux
- Kirche Saint-Paul aus dem 12. Jahrhundert. Beschreibung und Fotos der Kirche[26]

- Reste eines steinzeitlichen Schutzbaus in Monsard